# Save Me 2
Save Me 2 (구해줘 2?, Guhaejwo 2LR) è una serie televisiva sudcoreana trasmessa su OCN dall'8 maggio al 27 giugno 2019, sequel di Save Me (2017), con la quale non ha legami narrativi, e tratta dal film d'animazione del 2013 Sa-ibi di Yeon Sang-ho. In lingua italiana è disponibile su Prime Video.

## Trama
Quando vengono informati che il territorio in cui vivono dev'essere allagato per costruire una nuova diga, gli abitanti di un villaggio rurale si affidano a Choi Kyung-suk, un uomo devoto che si assume il compito di trasferirli altrove e che li esorta a fare offerte alla Chiesa se vogliono assicurarsi un posto in Paradiso. In realtà, Choi è un truffatore che vuole frodarli e incassare il risarcimento che riceveranno per lasciare le loro case. L'unico scettico è Kim Min-chul, un delinquente di quartiere che scopre accidentalmente le prove contro Choi, ma i suoi tentativi di esporlo alle autorità falliscono perché nessuno gli crede.

## Personaggi e interpreti
- Kim Min-chul, interpretato da Uhm Tae-goo
- Choi Kyung-suk, interpretato da Chun Ho-jin
- Kim Young-sun, interpretata da Esom
- Sung Chul-woo, interpretato da Kim Young-min